# Wilhelm IX Paleolog
Wilhelm IX Paleolog (ur. 10 sierpnia 1486, zm. 1518) – markiz Montferratu w latach 1494–1518.

## Życiorys
Był synem Bonifacego III Paleologa i Marii Branković, córki Stefana V Ślepego, ostatniego władcy (despoty) niepodległej Serbii (1458–1459). Jego bratem był Jan Jerzy Paleolog. Jego żoną została Anna d'Alençon, powinowata króla Francji. Ich najstarszym dzieckiem była Maria Paleolog. Jedynym synem tej pary był Bonifacy IV Paleolog. Ich drugą córkę Małgorzatę 5 października 1531, w Casale poślubił Fryderyk II Gonzaga. Dzięki temu małżeństwu rodzina Gonzaga odziedziczyła po wymarciu męskiej linii Paleologów markizat Monferratu.